# Plonk

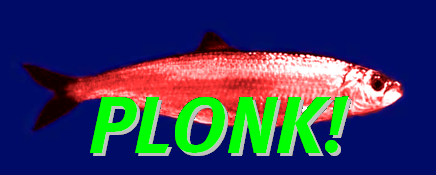
Avviso di plonk

Plonk è un termine del gergo di Usenet che indica l'inserimento di un particolare utente nel proprio kill file  (file delle esclusioni) in modo da celare completamente i suoi futuri messaggi. Per estensione, può essere utilizzato per segnalare a un utente l'intenzione di ignorarlo a partire da un determinato momento.
Il termine ebbe origine nel 1989 e già nel 1994 il suo uso era invalso nell'ambiente di Usenet come mezzo di derisione di un utente.

## Origine ed evoluzione del termine
Il termine "plonk" apparve per la prima volta il 10 novembre 1989 in un thread del newsgroup talk.bizarre, quando Richard Sexton lo utilizzò per chiudere uno scambio con un altro utente, Thomas A. Dowe:
> Make me.

*plonk*»
> Costringimi.

*plonk*»
(Richard Sexton)
La parola fu inizialmente intesa come un'onomatopea che richiama umoristicamente il rumore di un utente che sbatte contro il fondo del kill file. Secondo il Jargon File, il termine fu probabilmente influenzato da plonk (slang britannico per indicare un vino o altra bevanda alcoolica a buon mercato) oppure da plonker (che può significare «stupido» o «inetto» o essere interpretato come forma volgare per indicare il pene).
Nel 2008, Richard Sexton attribuì l'origine del termine a una chiamata, avvenuta orientativamente verso la fine degli anni ottanta, del suo conoscente e collega Greg Laskin con un fornitore:
Sexton stesso chiarì di aver digitato intenzionalmente la parola fra due asterischi «per indicare che si trattava di un suono, non di una parola».
Con il tempo, il termine è stato trasformato in vari acronimi inversi, come Put lamer on killfile («Metti il lamer nel kill file»), Person leaving our newsgroup [to] kill-file («Persona che sta per abbandonare il nostro newsgroup [per entrare nel] kill file»), Please leave our newsgroup, killfiled! («Per favore, abbandona il nostro newsgroup, [sei stato inserito nel] kill file!»), Please leave our newsgroup, kid («Per favore, abbandona il nostro newsgroup, ragazzino»), Person with little or no knowledge («Persona che sa poco o non sa nulla») e così via.
Il termine è stato importato anche in italiano, mentre l'azione a esso connessa è detta «plonkare».